# Ekwok
Ekwok est une ville d'Alaska aux États-Unis dans la Région de recensement de Dillingham. En 2010, il y avait 115 habitants.

## Situation - climat
Elle est située le long de la rivière Nushagak à 69 km au nord-est de Dillingham et à 459 km d'Anchorage.
La moyenne des températures va de −1 °C à 19 °C en juillet et de −16 °C à −1 °C en janvier.

## Histoire
Ekwok, qui signifie l'extrémité de la falaise est le site le plus anciennement occupé par les Eskimos le long de la rivière. Depuis 1800 l'endroit a servi de camp de pêche au printemps et en été, ainsi qu'un lieu de cueillette. C'était la plus importante communauté en 1923. Une école a ouvert en 1930 et le courrier était apporté par traineaux à chiens depuis Dillingham jusqu'au bureau de poste ouvert en 1941.
Les habitations les plus anciennes étaient situées sur la partie basse des rives du cours d'eau. Après quelques graves inondations dans les années soixante, le village a été déplacé à sa position actuelle, plus en hauteur.

## Économie
Quelques habitants pratiquent encore la chasse, la pêche et la cueillette, ainsi que le maraîchage. Le village possède un lieu de pêche qu'il exploite pour le tourisme, ainsi qu'une carrière de sable.

## Démographie
| 1930 | 1940 | 1950 | 1960 | 1970 | 1980 |
| ---- | ---- | ---- | ---- | ---- | ---- |
| 40   | 68   | 131  | 106  | 103  | 77   |

| 1990 | 2000 | 2010 | - | - | - |
| ---- | ---- | ---- | - | - | - |
| 77   | 130  | 115  | - | - | - |

## Sources et références
- (en) CIS

- (en) Cet article est partiellement ou en totalité issu de l’article de Wikipédia en anglais intitulé « Ekwok, Alaska » (voir la liste des auteurs).

1. ↑  « Statistiques des États-Unis - Alaska - Profils des communautés de 2010 » (consulté en novembre 2020)